# Голосов, Василий Иванович
Василий Иванович Голосов (1911—1943) — участник Великой Отечественной войны, снайпер, командир снайперской роты 81-го гвардейского стрелкового полка (25-я гвардейская стрелковая дивизия, 6-я армия, Юго-Западный фронт), гвардии лейтенант.

## Биография
Родился в 1911 году в городе Белёве Российской империи, ныне Тульской области, в семье служащего. Русский.
Окончил 5 классов. Работал в Белёве на сушильном заводе. После прохождения действительной службы в армии приехал в Москву, где работал затем завхозом школы.
В июне 1941 года был вновь призван в армию и направлен на фронт. Воевал на Западном, Воронежском и Юго-Западном фронтах.
К концу июня 1943 года, будучи уже командиром снайперской роты, В. И. Голосов из снайперской винтовки лично уничтожил 422 гитлеровца, в том числе 70 снайперов. В своей роте он подготовил 170 снайперов, которые в общей сложности уничтожили более трёх с половиной тысяч фашистов.
Погиб 16 августа 1943 года в разгар боёв за село Долгенькое Изюмского района Харьковской области — получив ранение осколком в грудь, он умер на поле боя.
Похоронен у хутора Пасека Изюмского района.

## Награды
- Указом Президиума Верховного Совета СССР от 26 октября 1943 года за мужество и отвагу, проявленные в многочисленных боях, за уничтожение 422 гитлеровцев гвардии лейтенанту Голосову Василию Ивановичу было присвоено звание Героя Советского Союза (посмертно).
- Награждён орденами Ленина, Красного Знамени, орденом Отечественной войны 1-й степени, орденом Красной Звезды и медалями.

## Память
- Материалы о подвиге В. И. Голосова были собраны в музее села Студенок Изюмского района. Там же ему была установлена мемориальная доска.
- Его имя присутствует на памятнике Героям Советского Союза в г. Тула.
- В. И. Голосов является прототипом двух знаменитых плакатов Великой Отечественной войны, созданных художником Л. Ф. Головановым: «Дойдем до Берлина!» и «Красной Армии — слава!». И хотя на плакате он изображён на фоне Рейхстага, сам Голосов до Берлина не дошёл.